# Monesma y Cajigar
Monesma y Cajigar – gmina w Hiszpanii, w prowincji Huesca, w Aragonii, o powierzchni 62,6 km². W 2011 roku gmina liczyła 95 mieszkańców.